# سیدار گلن لیکس (نیوجرسی)
سیدار گلن لیکس (به انگلیسی: Cedar Glen Lakes) یک منطقهٔ مسکونی در ایالات متحده آمریکا است که در منچستر، نیوجرسی واقع شده‌است. سیدار گلن لیکس ۱٫۸۱۰ کیلومتر مربع مساحت و ۱٬۴۲۱ نفر جمعیت دارد و ۴۵ متر بالاتر از سطح دریا واقع شده‌است.